# Јамница Писаровинска
Јамница Писаровинска (хрв. Jamnica Pisarovinska) је насељено место у саставу општине Писаровина, Загребачка жупанија, Хрватска.

## Историја
До територијалне реорганизације у Хрватској била је у саставу старе општине Јастребарско.

## Становништво
У попису становништва из 2011. године, Јамница Писаровинска је имала 54 становника.
| Број становника према пописима | Број становника према пописима | Број становника према пописима | Број становника према пописима | Број становника према пописима | Број становника према пописима | Број становника према пописима | Број становника према пописима | Број становника према пописима | Број становника према пописима | Број становника према пописима | Број становника према пописима | Број становника према пописима | Број становника према пописима | Број становника према пописима | Број становника према пописима |
| ------------------------------ | ------------------------------ | ------------------------------ | ------------------------------ | ------------------------------ | ------------------------------ | ------------------------------ | ------------------------------ | ------------------------------ | ------------------------------ | ------------------------------ | ------------------------------ | ------------------------------ | ------------------------------ | ------------------------------ | ------------------------------ |
| 1857                           | 1869                           | 1880                           | 1890                           | 1900                           | 1910                           | 1921                           | 1931                           | 1948                           | 1953                           | 1961                           | 1971                           | 1981                           | 1991                           | 2001                           | 2011                           |
| 78                             | 100                            | 98                             | 101                            | 102                            | 79                             | 101                            | 116                            | 61                             | 67                             | 54                             | 51                             | 48                             | 47                             | 55                             | 54                             |

Напомена: До 1900. исказивано под именом Јамница.